# 伊根町立朝妻小学校
伊根町立朝妻小学校（いねちょうりつ あさづましょうがっこう）は、かつて京都府与謝郡伊根町大原にあった公立小学校。
2005年（平成17年）3月に閉校となり、伊根町立伊根小学校に統合された。2021年（令和3年）時点でも校舎やグラウンドが残っている。

## 沿革

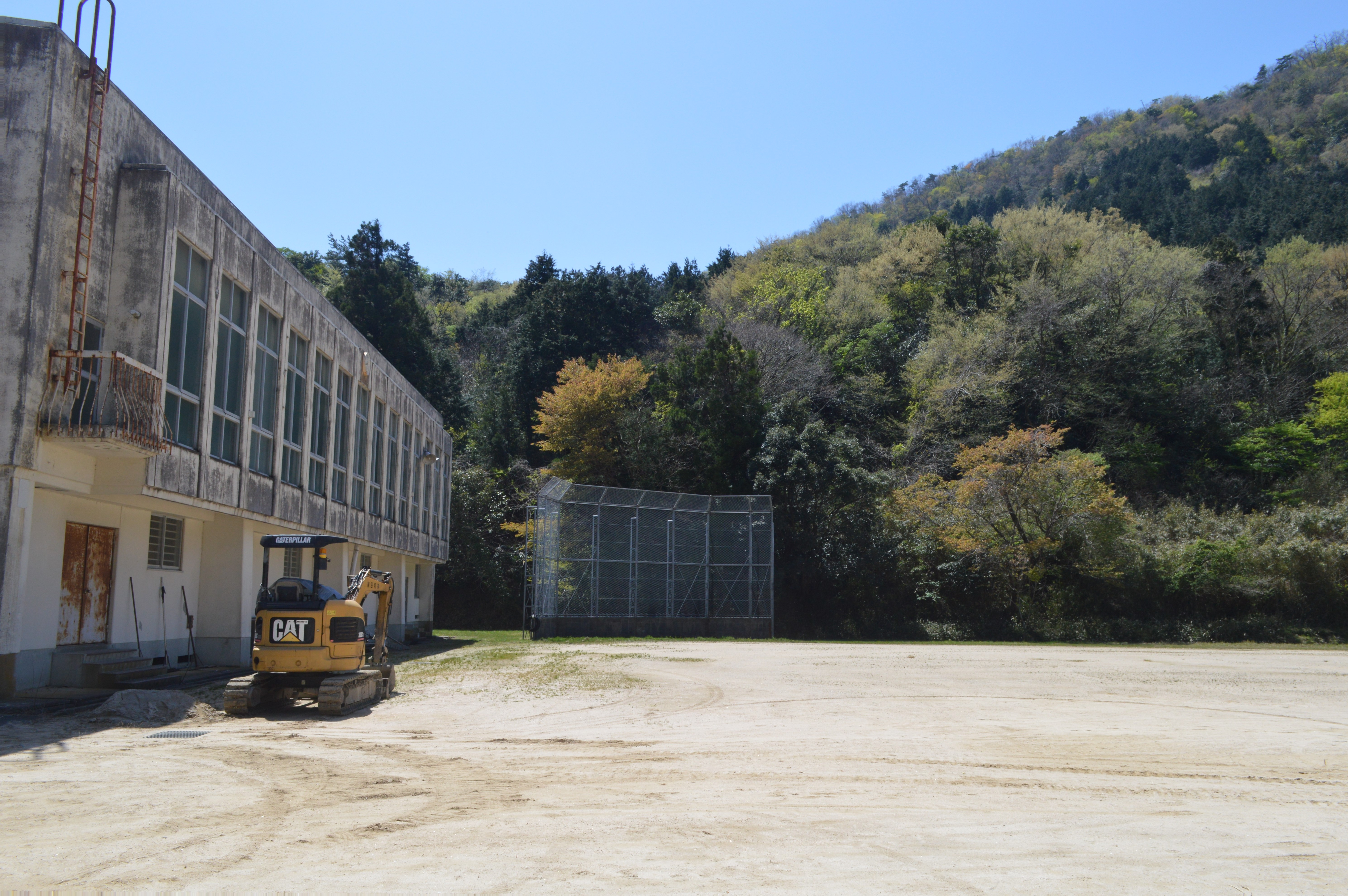
校舎とグラウンド

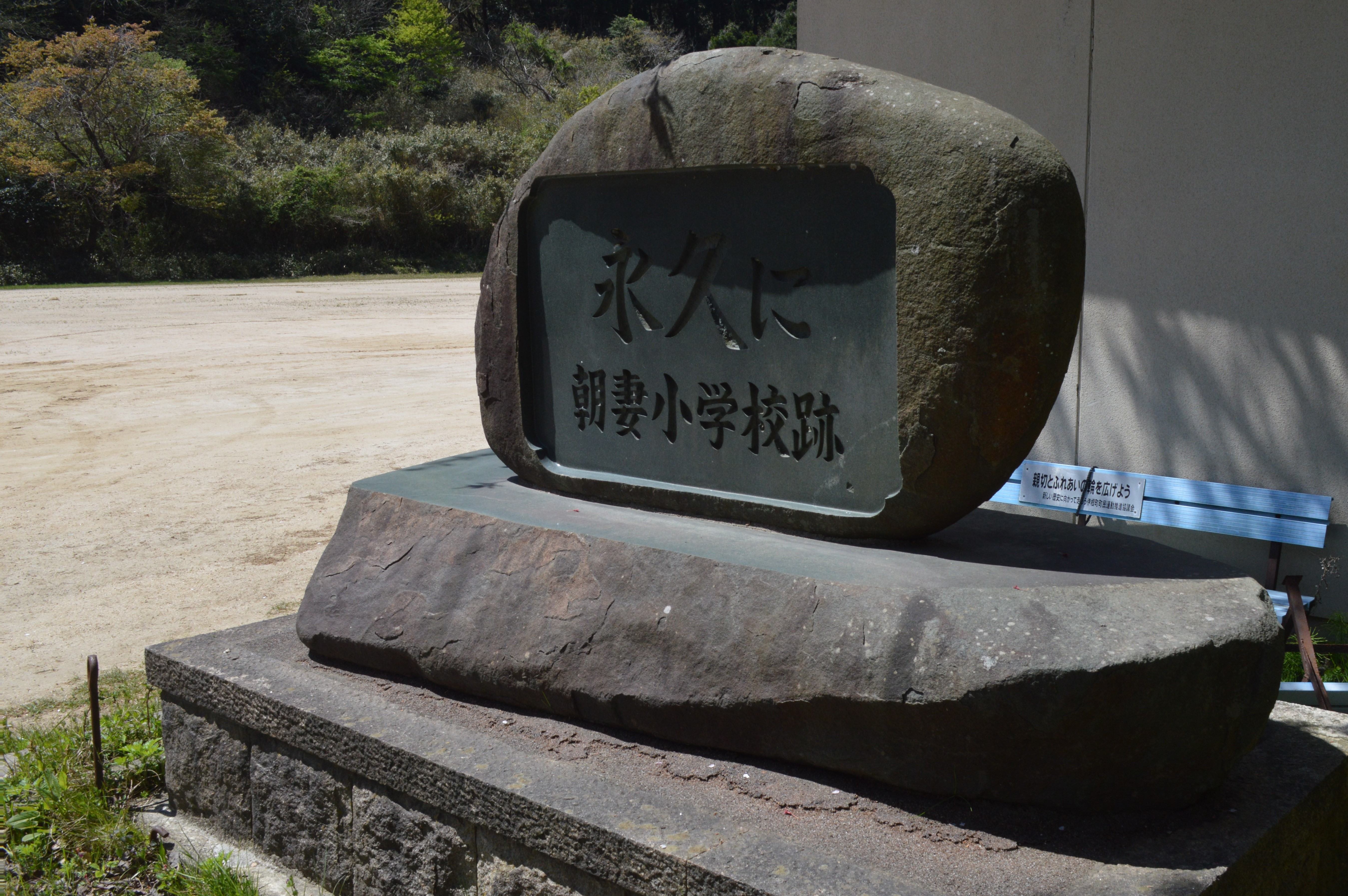
閉校記念碑

- 1873年（明治6年）7月 - 民家に仮教室を設け、大原校創立。
- 1876年（明治9年） - 大原校は伊根校の支校となり、新井に分教場を設置する。
- 1892年（明治24年）8月14日 - 朝妻尋常小学校に改称。
- 1906年（明治39年） - 朝妻校に高等科を併置し、朝妻尋常高等小学校に改称。
- 1921年（大正10年）4月 - 大原校と新井校を合併し、新井に分教場を設置。

現在の校地時代
- 1922年（大正11年）9月1日 - 朝妻校と大原校が合併して朝妻尋常高等小学校が発足。大原地内（現在地）に本館・屋内体操場・教室2棟を新築[1]。
- 1924年（大正13年）4月1日 - 新井分教場を廃止[1]。
- 1941年（昭和16年）4月1日 - 朝妻国民学校に改称[1]。
- 1945年（昭和20年） - 京都市立柏野小学校と京都市立紫野小学校から学童疎開を受け入れる[1]。
- 1947年（昭和22年）2月7日 - 南校舎が焼失[1]。
- 1947年（昭和22年）4月1日 - 朝妻小学校に改称[1]。
- 1952年（昭和27年）10月13日 - 南校舎が復旧[1]。
- 1952年（昭和27年）11月1日 - 朝妻村立朝妻小学校に改称[1]。
- 1954年（昭和29年）11月3日 - 伊根町立朝妻小学校に改称[1]。
- 1956年（昭和31年）8月 - 運動場を拡張[1]。
- 1963年（昭和38年）1月 - 昭和38年1月豪雪（三八豪雪）で積雪260cmを記録して4日間休校[1]。
- 1963年（昭和38年） - 完全給食を開始[1]。
- 1974年（昭和49年）3月 - 鉄筋コンクリート造2階建の新校舎が完成[1]。
- 1979年（昭和54年）3月 - 鉄筋コンクリート造2階建の特別教室棟と屋内運動場が完成[1]。
- 1996年（平成8年） - 朝妻小学校統合問題検討委員会が設置される[1]。
- 2002年（平成14年）1月 - 閉校が決定[1]。
- 2005年（平成17年）3月25日 - 閉校記念式典を挙行[1]。
- 2005年（平成17年）3月31日 - 閉校。伊根町立伊根小学校に編入[1]。